# Al-Dżamur as-Saghir
Al-Dżamur as-Saghir (arab. الجامور الصغير; fr. Île Zembretta) – skalista wysepka w Zatoce Tuniskiej na Morzu Śródziemnym, ok. 5 km na wschód od wyspy Al-Dżamur al-Kabir (fr. Île Zembra), wraz z którą tworzy rezerwat biosfery UNESCO. Jej powierzchnia wynosi 2 hektary.